# Duomo di Treviri
Il Duomo di San Pietro (in tedesco: Trierer Dom) è la più antica cattedrale vescovile della Germania. Con una lunghezza di 112,5 m ed una larghezza di 41 m è il più grande edificio della città di Treviri.
Dal 1986 esso, insieme ai Monumenti romani della città ed alla chiesa di Nostra Signora, fa parte del complesso dei beni patrimonio dell'umanità di Treviri, così inserito nell'elenco dei patrimoni dell'umanità dall'UNESCO a Treviri.

## Storia
Il duomo sorge sui resti di una lussuosa abitazione romana. Nel corso della cosiddetta svolta costantiniana, avviata da Costantino il Grande verso il cristianesimo, venne eretta una basilica, che sotto il vescovato di san Massimino (329 – 346) divenne il più grande complesso religioso edificato nell'Europa di quei tempi, con quattro basiliche, un battistero ed altri edifici annessi. Verso il 340 nacque il cosiddetto “Quadrilatero”, il nucleo del duomo, con quattro colonne monumentali provenienti dall'Odenwald.

### Periodo romano
Quale nucleo della sede medievale il duomo di Treviri destò l'interesse della ricerca archeologica fin dal 1843. Grandi scavi ebbero luogo, specialmente dopo la seconda guerra mondiale, sotto la direzione del responsabile del museo diocesano, Theodor K. Kempf, e del suo seguace Winfried Weber, fino al 1981. Dagli strati più vecchi emerse la presenza di un lussuoso quartiere romano del II e del III secolo d.C. Ad esso apparteneva tra l'altro una sfarzosa sala con pareti dipinte e soffitto a cassettoni. Sotto l'attuale crociera del duomo vi sono parti conservatesi di tale abitazione e gli affreschi ricostruiti sono esposti nel museo diocesano del duomo. Dai ricchi arredamenti consegue che l'ambiente può in parte essere attribuito ad un palazzo tardo-antico.
Le costruzioni abitative furono distrutte e spianate nel tardo IV secolo. In luogo di tali edifici venne eretto un doppio ambiente di culto, con due basiliche a tre navate, orientate verso est, delle quali sono prova in particolare i numerosi colonnati.
Le colonne della basilica settentrionale sono costituite con granito dell'Odenwäld,  delle quali è prova ancor oggi il pilastro detto Domstein, posto dinnanzi alla porta del duomo.
L'ampliamento di entrambi gli ambienti, compreso il quadrilatero e le corti con peristilio, non è completamente sicuro e sta presumibilmente fra i 40 (basilica settentrionale) e 30 m (basilica meridionale, sotto l'attuale chiesa di Nostra Signora) di larghezza, per una lunghezza di 150 m; tra le due chiese si trova un battistero quadrilatero, che oggi è segnato dal lastricato del cortile del duomo. Davanti al coro della basilica settentrionale sono stati portati alla luce i resti di fabbricati ottagonali, che dagli addetti agli scavi sono stati spiegati come depositi per reliquie.
Verso la fine del quarto secolo la basilica settentrionale fu nuovamente ricostruita dopo la sua distruzione e nella zona della crociera venne edificata una struttura quadrilatera con un lato di 41,5 m. Nel centro di tale fabbricato si trovava un podio rialzato ai cui quattro lati furono piazzate colonne riutilizzate in sostituzione delle colonne di granito, spaccatesi a seguito di un incendio.
Lungo la Windstraße, dal lato settentrionale del duomo, è ancora visibile un'opera muraria in mattoni alta fino a 30 m.

### Medioevo
Il complesso religioso del IV secolo venne distrutto dai Franchi, il quadrilatero e la Basilica settentrionale ricostruiti. Un'ulteriore distruzione ebbe luogo nell'882 da parte dei Normanni.
Durante il vescovato di Egberto (977 – 993) il duomo venne ampliato e risistemato. La facciata occidentale è un tipico esempio dell'architettura salica. Il coro occidentale venne consacrato nel 1121.
Altri cambiamenti avvennero successivamente. L'arcivescovo Baldovino di Lussemburgo, verso il 1350, fece innalzare le due torri orientali e l'arcivescovo Richard von Greiffenklau zu Vollrads (1511 – 1531) fece rialzare, dopo il 1512, la torre di sudovest, poiché quella della chiesa parrocchiale di San Gengolfo superava in altezza quelle del duomo.

### Evo moderno
All'inizio del XVIII secolo venne aggiunta presso la monumentale costruzione con la “Scala dei pellegrini” all'interno del coro orientale, la già progettata Heiltumskapelle. Qui viene conservata la Sacra Tunica. Dopo l'incendio della capriata del tetto del 17 agosto 1717, il duomo venne risistemato tra il 1719 e il 1723 da Johann Georg Judas e le torri furono munite di una copertura barocca.
Nel XIX secolo ebbero luogo numerose ristrutturazioni, aventi lo scopo di ripristinarne l'aspetto medievale e nel 1883 le coperture barocche delle torri orientali furono rifatte in stile neogotico.
Nel corso della seconda guerra mondiale il duomo, realizzato in pietra arenaria di Kordel, subì gravi danni ma poté in tempo relativamente breve essere ricostruito.
Dal 1960 al 1974 il duomo fu integralmente restaurato e riaperto il 1º maggio 1974.
Sotto l'orologio del campanile della rialzata torre meridionale sta la scritta latina «nescitis qua hora Dominus veniet» (non sapete in quale ora viene il Signore), un riferimento al testo evangelico di san Matteo. Secondo una leggenda questa è una risposta, nell'ambito del conflitto fra il vescovo e la parrocchia di San Gengolfo, al testo scritto sul campanile di quest'ultima chiesa: «vigilate et orate!» (Vigilate e pregate!), una della molteplici varianti alle parole evangeliche.
Il 4 maggio del 2008 ebbe luogo la prima beatificazione nel duomo di Treviri. Venne infatti dichiarata beata madre Rosa Flesch, fondatrice delle Francescane di Santa Maria degli Angeli  di Waldbreitbach.

## Reliquie e arte funeraria
La Sacra Tunica è la più nota reliquia del tesoro del duomo. Essa viene conservata in un'apposita costruzione, in un contenitore in legno protetto da un vetro di sicurezza e viene esposta al pubblico solo in rare occasioni, come avviene anche per la Sacra Sindone a Torino.
Nel duomo si trovano numerose opere di arte funeraria, relative alle tombe degli arcivescovi di Treviri, come Baldovino di Lussemburgo, Richard von Greiffenklau e Theoderich von Wied.
Con l'altare portatile di Andrea del vescovo Egberto, il duomo di Treviri possiede una delle più significative opere di arte orafa del periodo ottoniano.
Una tavola di avorio di origine orientale, che aveva la funzione di parete laterale di un reliquiario e la cui creazione risale, secondo la maggior parte dei ricercatori, al VI secolo, rappresenta in uno spazio ristretto non meno di 65 persone fra due monumentali tombe.
Un lezionario greco  (Codex Simeonis, X/XI secolo) e un copricapo di San Simeone (secondo la tradizione in pelo di cammello, ma in realtà di lana nera di pecora) sono custoditi nel tesoro del duomo.

## Organi a canne

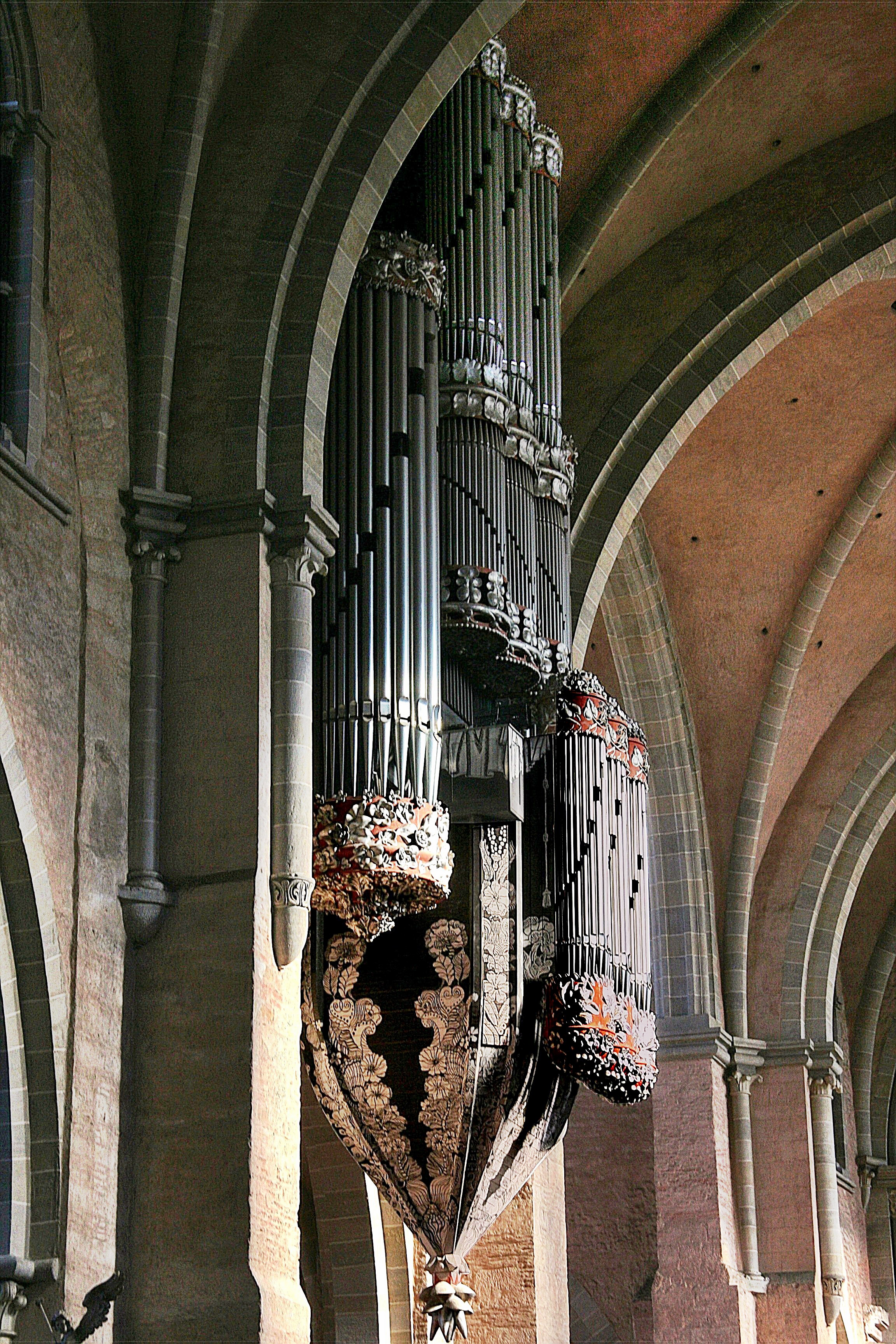
Schwalbennestorgel della ditta Johannes Klais Orgelbau di Bonn (opus 1485, 1974).

L'organo maggiore, anche detto "organo a nido di rondine" (in tedesco: Schwalbennestorgel) per la conformazione della cantoria che lo sostiene, venne realizzato nel 1974 dalla Johannes Klais Orgelbau di Bonn (opus 1485). La sua disposizione, dettata dall'organista del duomo Wolfgang Oehms, si articola in 67 registri per un totale di 5602 canne, e consente la riproduzione di musica per organo di tutte le epoche fino all'avanguardia. Il materiale fonico è racchiuso entro una cassa lignea riccamente scolpita e dipinta, ai piedi della quale è inserita una rappresentazione del semidio Pan, l'inventore della siringa, considerata lo strumento musicale progenitore dell'organ; la figura può essere interpretata, grazie alle corna di Pan, come una rappresentazione del demonio, costretto dall'organista a suonare le lodi di Dio. Lo strumento è a trasmissione mista, meccanica per i manuali e il pedale ed elettrica per i registri; la sua consolle dispone di quattro tastiere e pedaliera, con i registri azionati da pomelli ad estrazione posti su più colonne ai lati dei manuali.
Nel 1996 venne costruito dalla medesima ditta Klais un organo di minori dimensioni (opus 1755), che è stato posto su una cantoria aggettante dalla parete est del coro. Ha un totale di 24 registri e due consolle (una a finestra a trasmissione mista e l'altra mobile indipendente a trasmissione elettrica), ciascuna delle quali è dotata di due tastiere e pedaliera.
La cattedrale dispone anche di due organi positivi a cassapanca: quello da continuo venne realizzato nel 2009 dalla ditta Klop, mentre quello della cripta orientale nel 1994 dalla ditta Link.

## Campane

### Storia
Fino al 1942/1944 si trovavano nelle torri del duomo famose campane. Alcune di esse dovettero essere rimosse nel 1942 per fonderle a scopi bellici. Le campane rimaste vennero distrutte nel corso di un'incursione aerea alleata nel 1944.

### Situazione attuale
Nel 1951, la fonderia di Brema  Glockengießerei Otto fuse un nuovo concerto di 10 campane, in sostituzione al precedente andato distrutto durante la guerra. Dal 1998 esiste un nuovo ordine musicale, orientato alle varie esigenze dell'Anno liturgico.

## Domstein

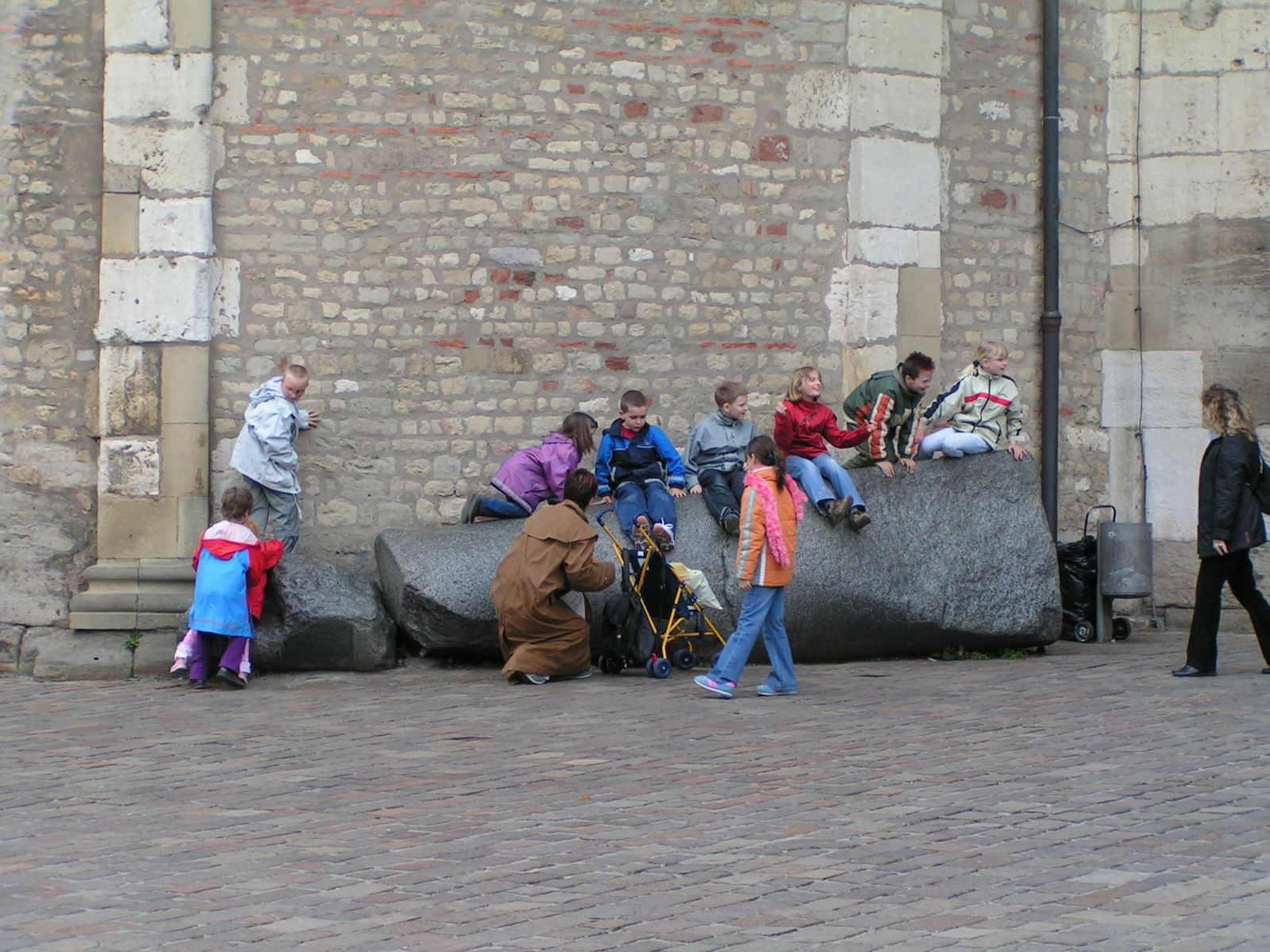
Domstein

Davanti all'ingresso principale del duomo sta una colonna in granito di circa 4 m di lunghezza, la cosiddetta  Domstein.
Secondo una leggenda, il demonio sarebbe stato indotto con uno stratagemma a dare una mano alla costruzione del duomo. Quando questo fu terminato, il demonio si accorse di essere stato ingannato e dalla rabbia avrebbe scagliato la colonna contro la parete.
Effettivamente le antiche colonne in granito vennero danneggiate dal fuoco nel periodo delle grandi migrazioni e nel VI secolo dovettero essere sostituite da pilastri in pietra calcarea. Una delle colonne sostituite rimase abbandonata di fronte al portale occidentale e non venne mai più rimossa.
Una copia delle colonne, pesanti circa 65 tonnellate, di granito proveniente dall'Odenwälder, si trova nel vicino Museo Diocesano.

## Cappella del vescovo ausiliare
Tra il 1245 ed il 1270 sorse il chiostro di stile gotico, che collegava il duomo con la chiesa di Nostra Signora. Ad ovest del chiostro si allaccia la Cappella del vescovo ausiliare (in tempi passati  “Pauluskapelle”), nel cui pavimento si trova un cimitero per i canonici del duomo.
Dal 1870 questa cappella funge da luogo di sepoltura dei vescovi ausiliari di Treviri. L'altare mostra nel paliotto il Velo della Veronica con il volto di Cristo. Nella parete esterna settentrionale della cappella è presente una campana, che dà un solo tocco al momento della sepoltura di un canonico o di un vescovo ausiliare. Essa apparteneva al sistema di campane dell'orologio della cattedrale e veniva utilizzata fino al 1927 per battere i quarti d'ora.

## Capitolo
Oggi il Capitolo del duomo di Treviri ha due dignitari, il prevosto ed il decano, otto canonici residenti e quattro non residenti cui si aggiungono sei vicari. Tutti sono sacerdoti e ricoprono incarichi significativi nel Vicariato generale, nella facoltà di teologia e nelle attività caritative. Il capitolo del duomo esiste dal VI secolo e nel medioevo era piuttosto ampio in numero di canonici e poteva imporre diritti di signoria anche al vescovo. Dal 1289 era costituito solo da nobili.
L'attuale formula esiste dal 25 luglio 1884. Il prevosto del duomo presiede a tutte le attività dei collaboratori impiegati nel duomo stesso (ad esempio, il maestro di cappella, l'organista, ecc.), ed abita nelle vicinanze del duomo, nella prevostura annessa. Il Decano è invece incaricato di organizzare le festività e gli uffici divini della Cattedrale.
Il capitolo del duomo ebbe un ruolo importante nel XIX secolo, durante il periodo della Kulturkampf, durante il nazionalsocialismo e nella questione della Saar nel XX secolo, per il vescovo e per la diocesi. La sua importanza si manifestò anche in modo particolare riguardo all'esposizione della Sacra Tunica negli anni 1810, 1844, 1891, 1933, 1959 e 1996.
Nella sua seduta del 26 giugno 1995 il Capitolo del duomo decise un suo nuovo Statuto, che tre giorni dopo venne approvato dal vescovo di Treviri.

## Galleria d'immagini

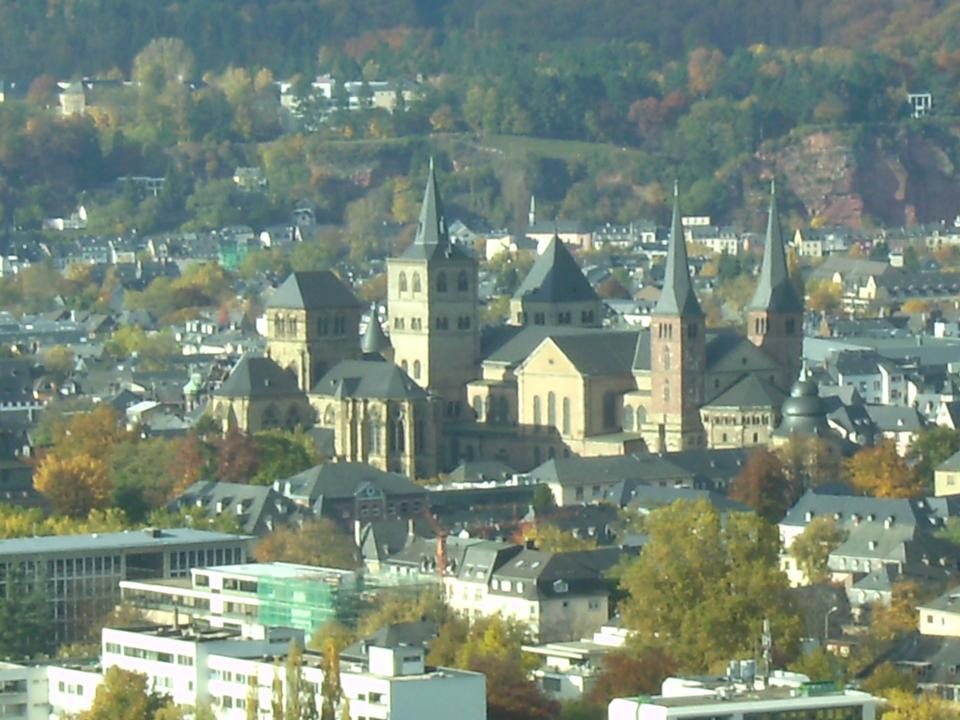
Complesso generale con la Liebfrauenkirche (chiesa di Nostra Signora, da sud)
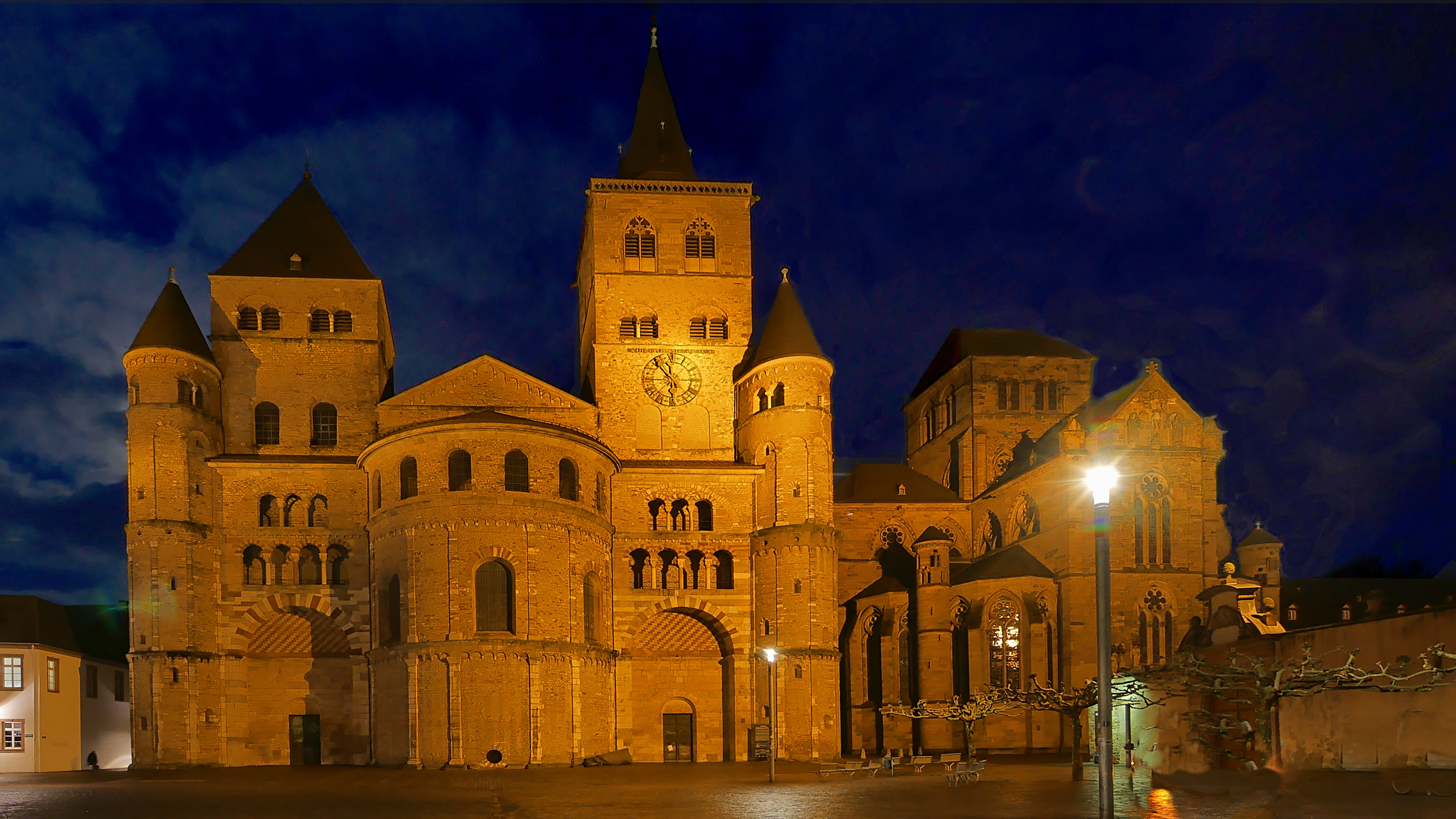
Il duomo di Treviri di notte
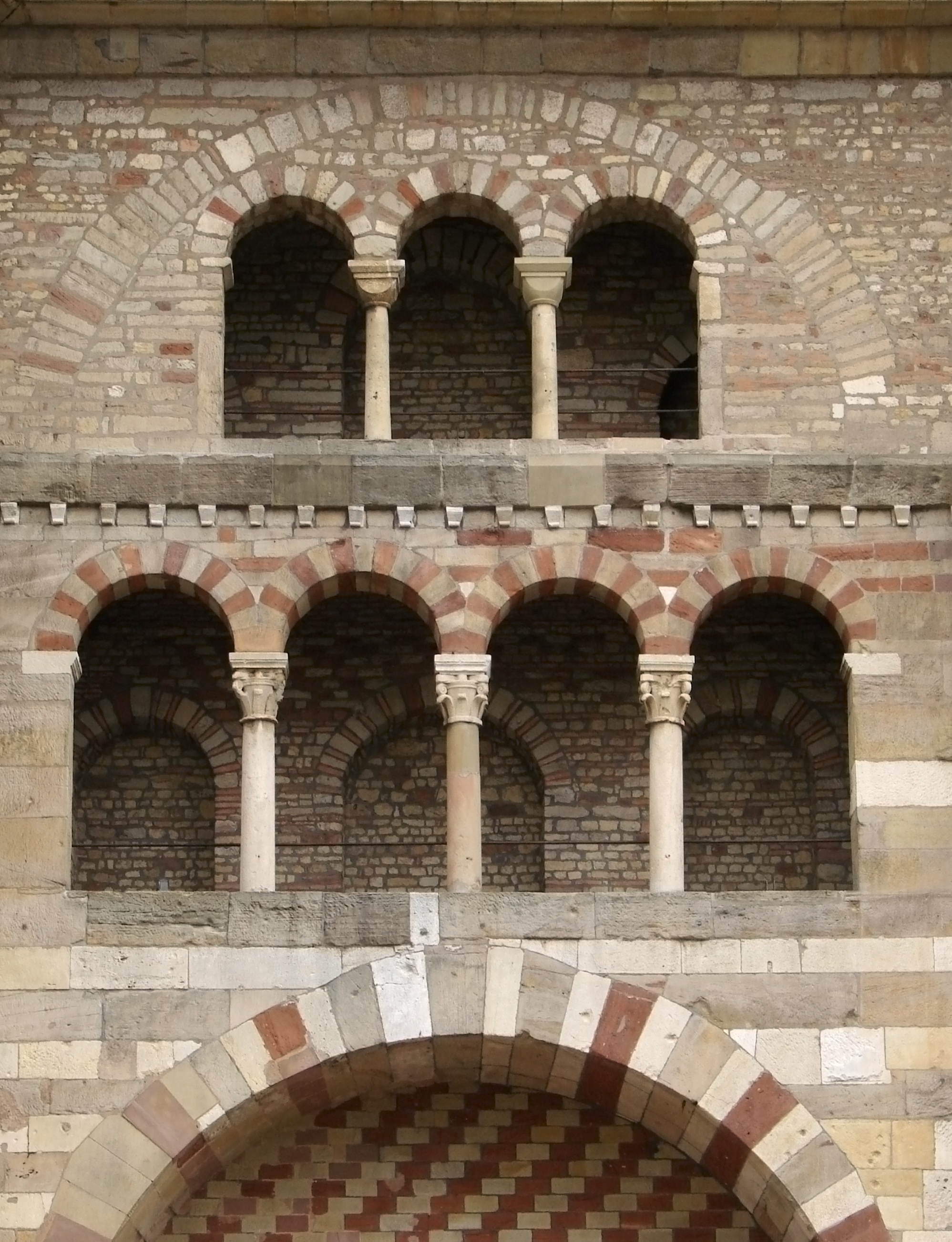
Dettaglio del lato ovest
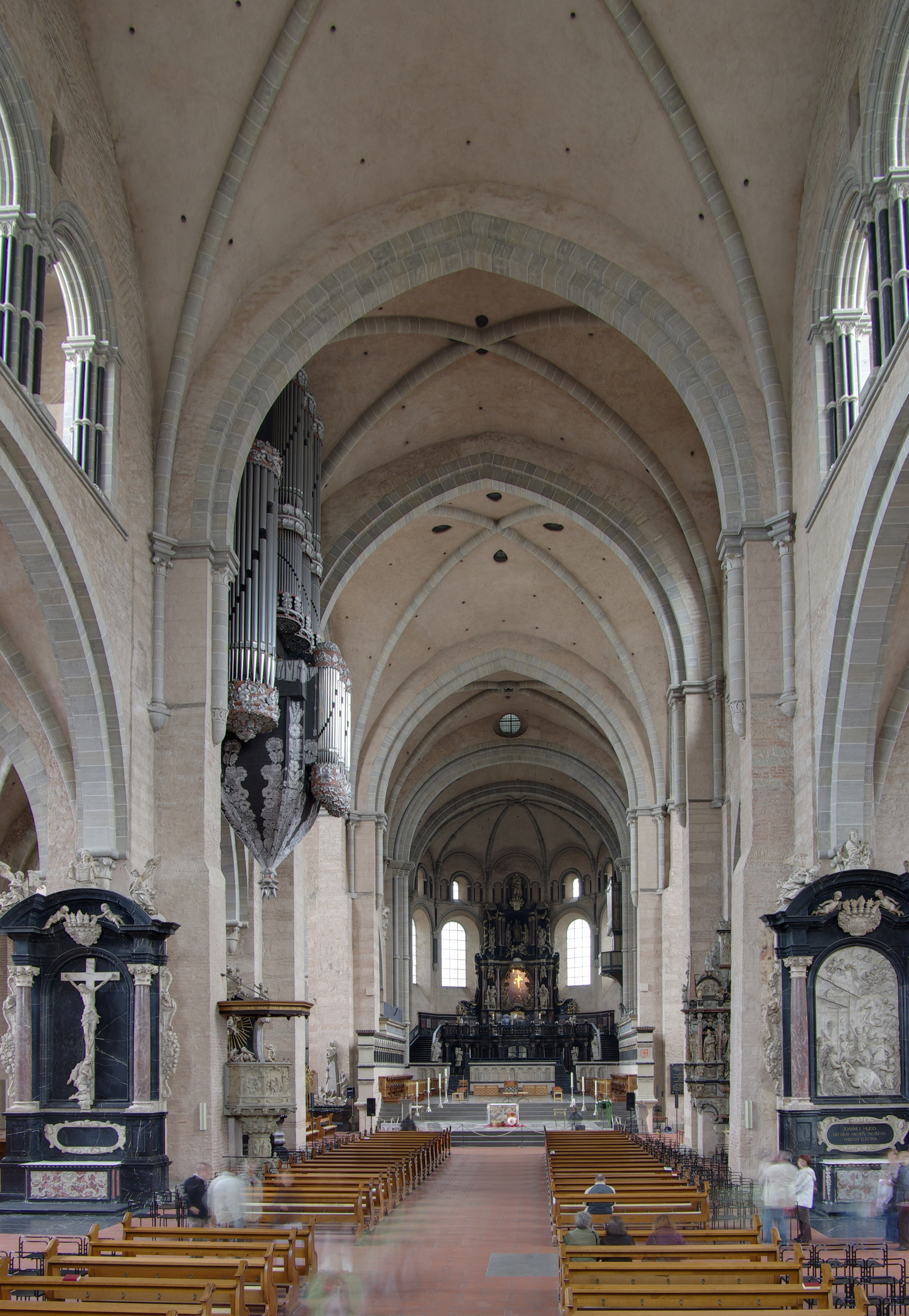
Veduta interna, verso est (altar maggiore)
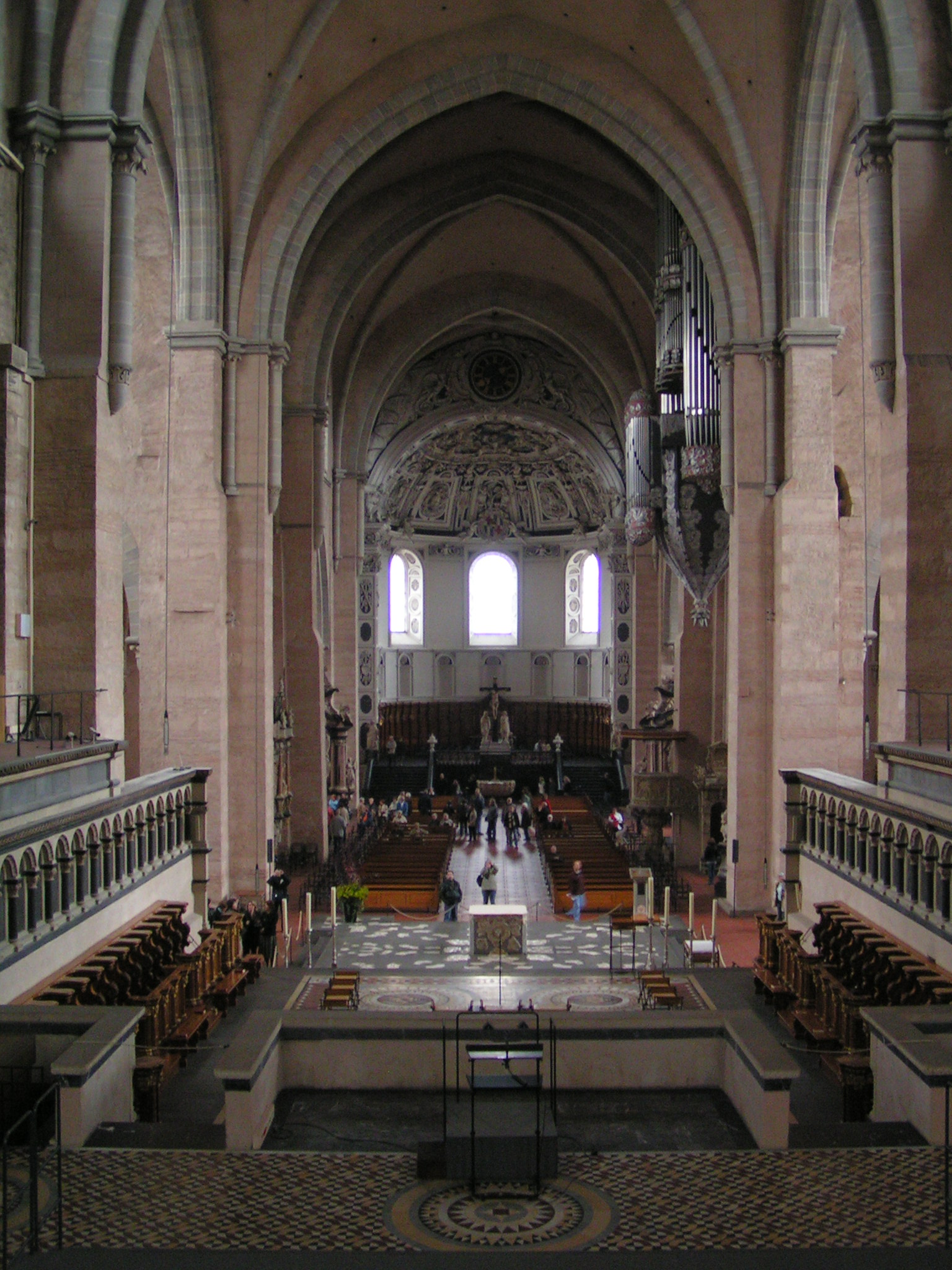
Veduta interna, verso ovest
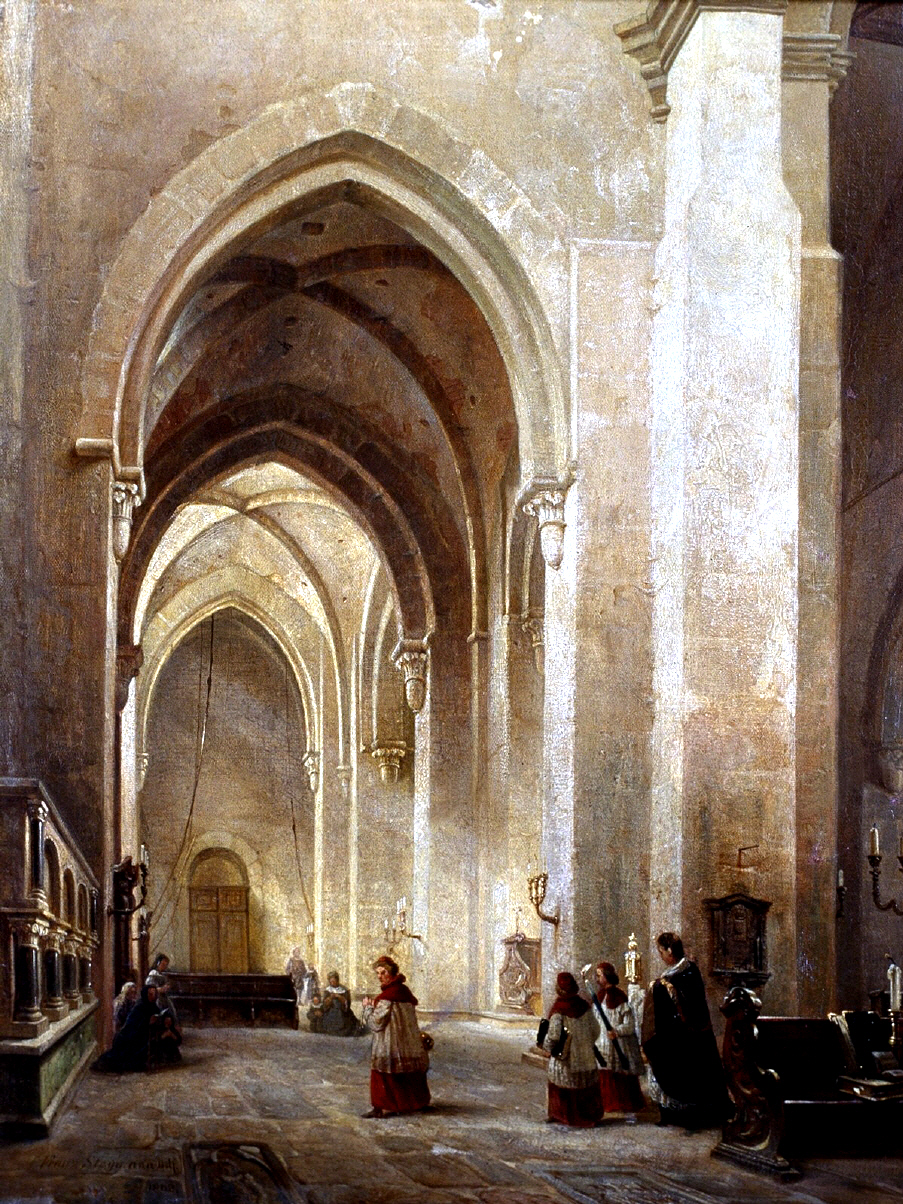
Navata sud (Franz Stegmann, 1862)
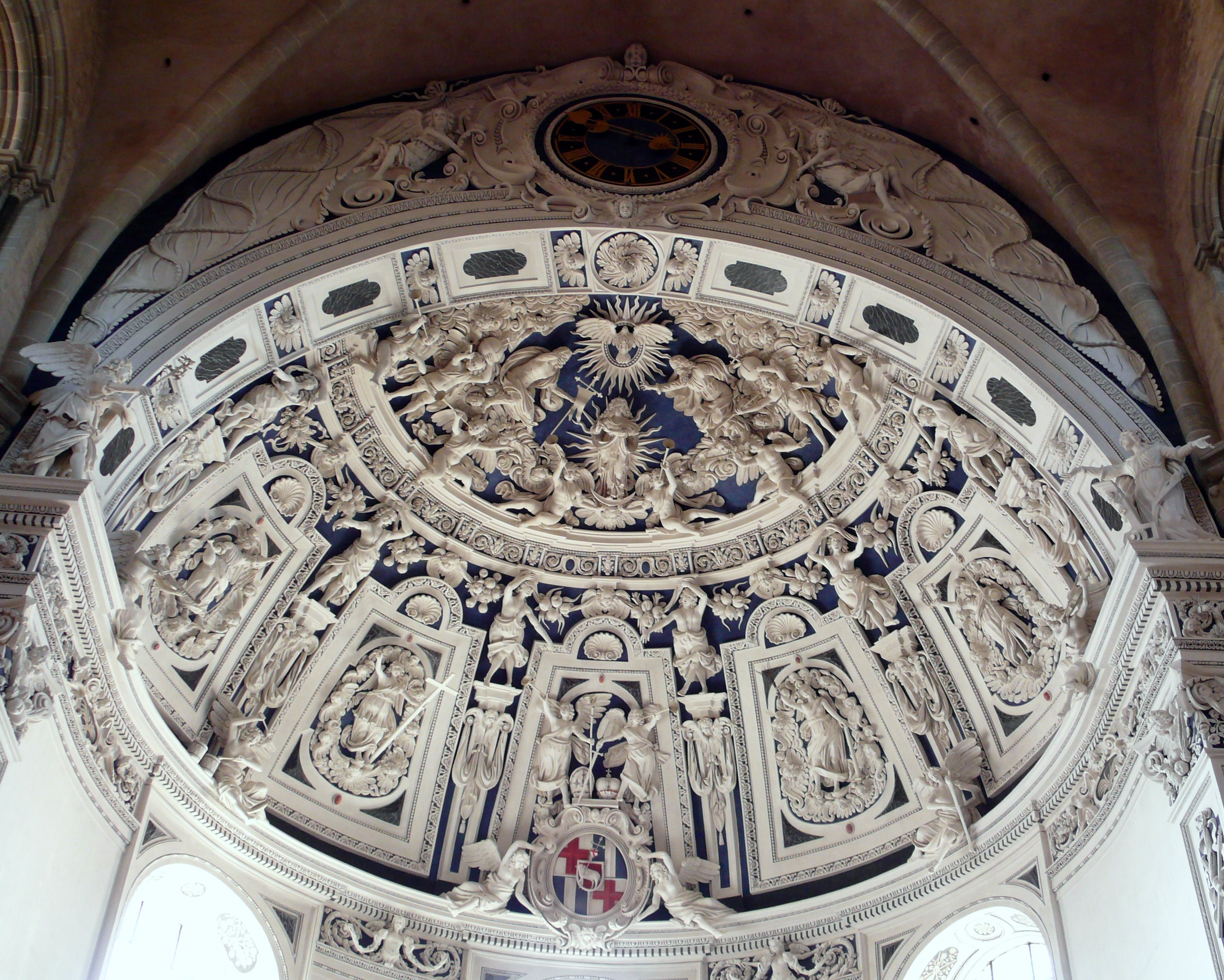
Stucchi barocchi della volta del coro lato ovest
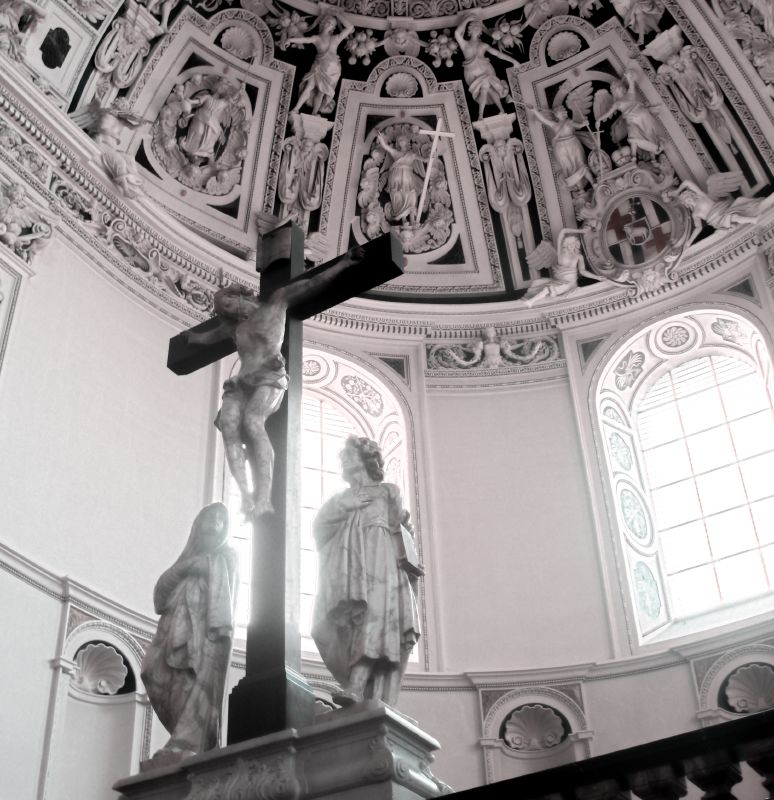
La Madonna e l'apostolo Giovanni ai piedi della croce nel coro della cattedrale
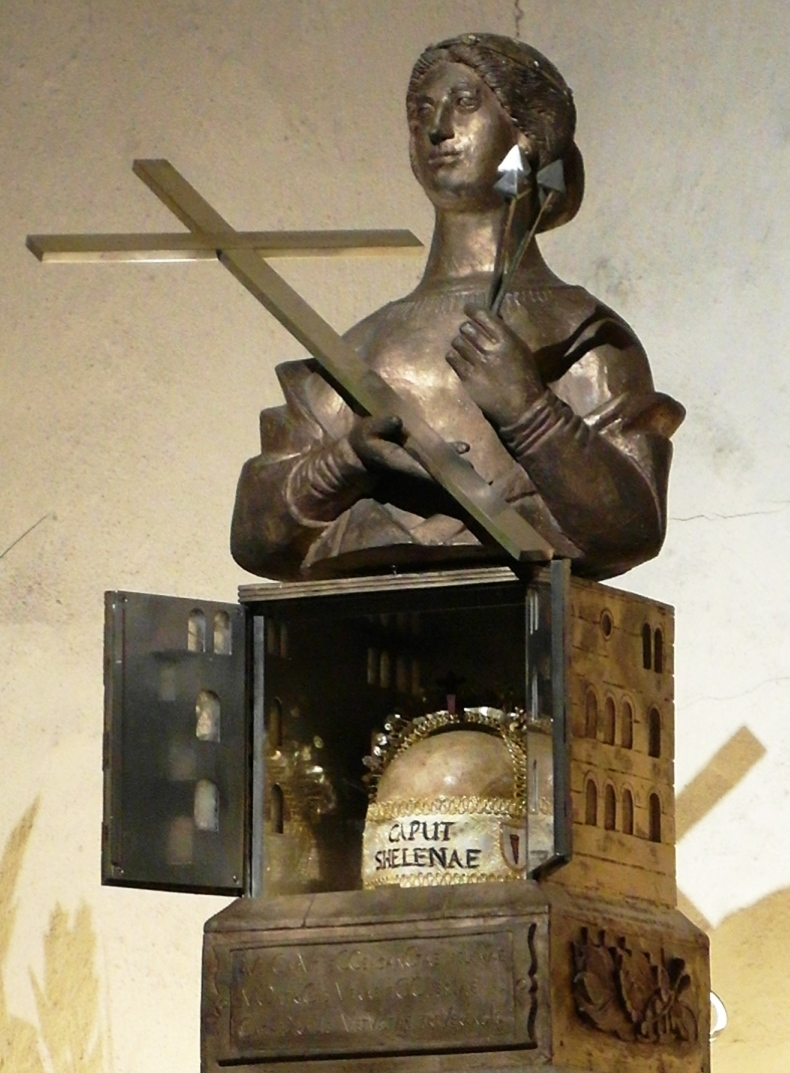
Reliquia del capo di sant'Elena nel duomo di Treviri
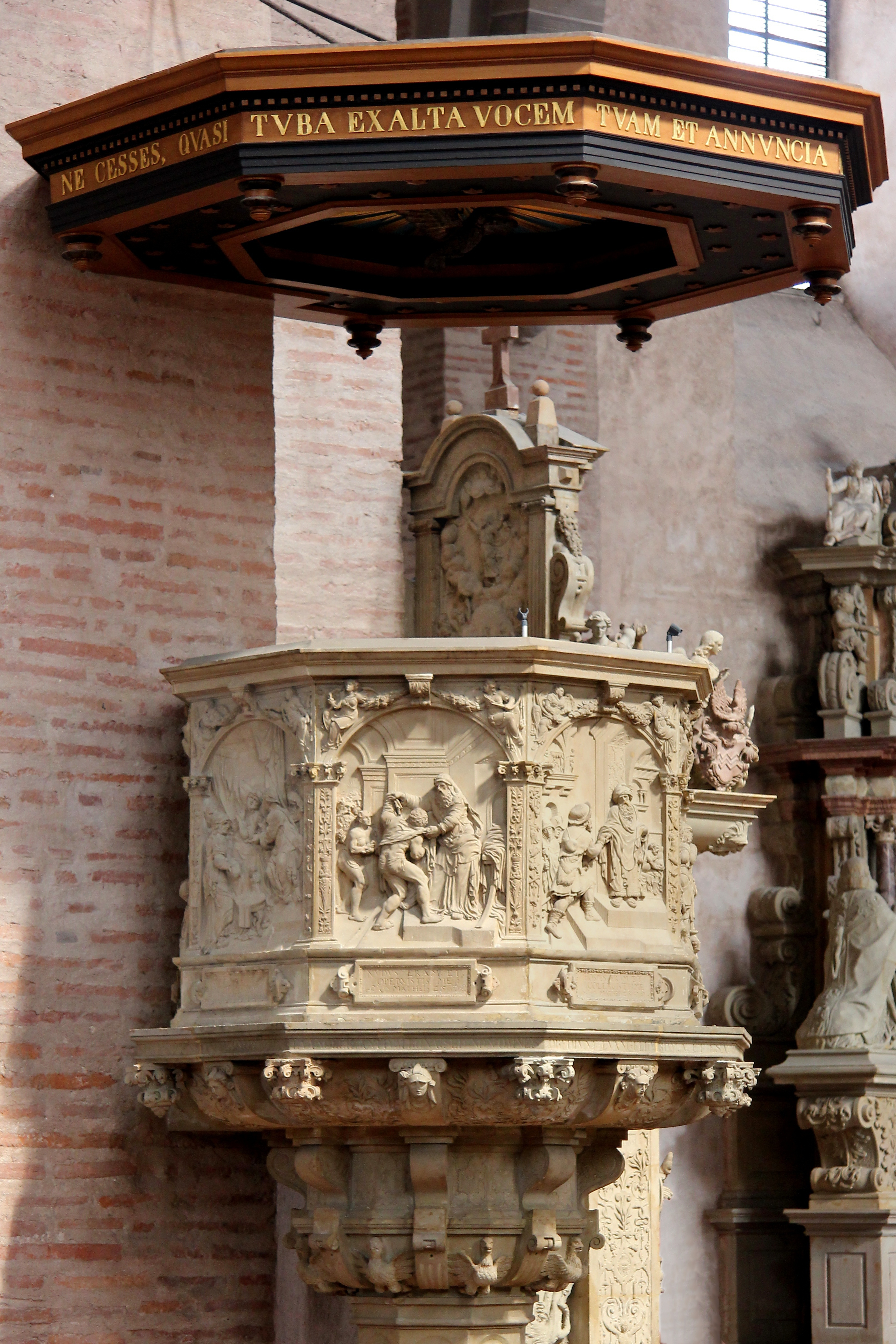
Pulpito da Hans Ruprecht Hoffmann